# Kawkareik

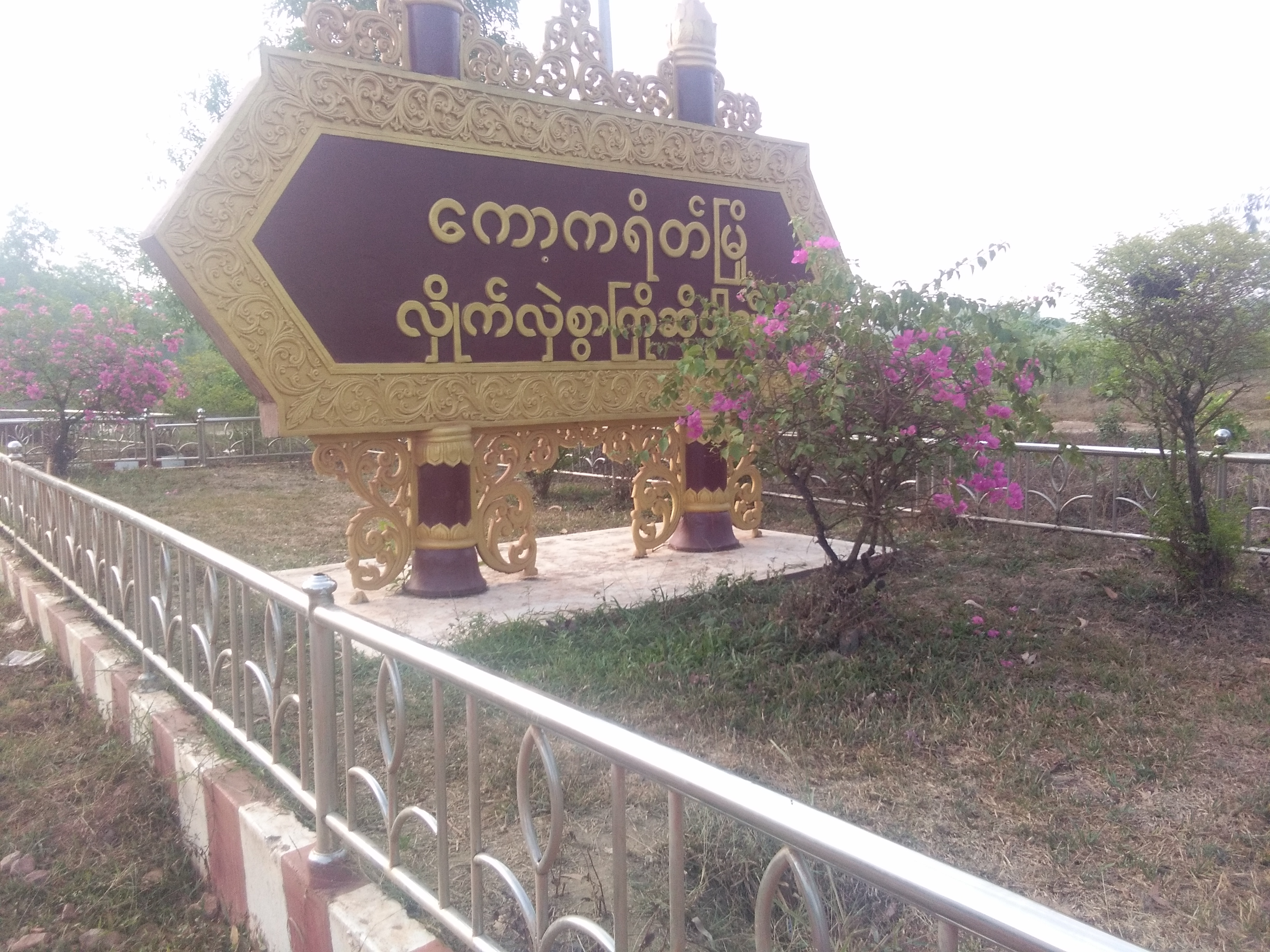
El cartel dice: "Una cálida bienvenida de parte de Kawkareik".

Kawkareik (pwo oriental: ဍုံကေါဝ်တြာ်; birmano: ကော့ကရိတ်; karen sgaw: ဒူဖျၢ်ယၢ်ဝ့ၢ်ဖိ) es una localidad del Estado de Kayin, en Birmania. Dentro de la región, Kawkareik es la capital del distrito homónimo y del municipio homónimo.
En 2014 tenía una población de 42 950 habitantes, en torno a la sexta parte de la población municipal.
Forma parte de la ruta comercial que une Mawlamyaing con el mar de la China Meridional. Junto a la localidad se ubica un puerto de montaña en los montes Tenasserim, que fue utilizado por el Ejército Imperial Japonés para invadir la región de Tanintharyi en 1942.
Se ubica unos 60 km al sureste de la capital estatal Hpa-An, sobre la carretera 85 que lleva a Myawaddy.

## Clima
| Parámetros climáticos promedio de Kawkareik (1981–2010) | Parámetros climáticos promedio de Kawkareik (1981–2010) | Parámetros climáticos promedio de Kawkareik (1981–2010) | Parámetros climáticos promedio de Kawkareik (1981–2010) | Parámetros climáticos promedio de Kawkareik (1981–2010) | Parámetros climáticos promedio de Kawkareik (1981–2010) | Parámetros climáticos promedio de Kawkareik (1981–2010) | Parámetros climáticos promedio de Kawkareik (1981–2010) | Parámetros climáticos promedio de Kawkareik (1981–2010) | Parámetros climáticos promedio de Kawkareik (1981–2010) | Parámetros climáticos promedio de Kawkareik (1981–2010) | Parámetros climáticos promedio de Kawkareik (1981–2010) | Parámetros climáticos promedio de Kawkareik (1981–2010) | Parámetros climáticos promedio de Kawkareik (1981–2010) |
| Mes                                                     | Ene.                                                    | Feb.                                                    | Mar.                                                    | Abr.                                                    | May.                                                    | Jun.                                                    | Jul.                                                    | Ago.                                                    | Sep.                                                    | Oct.                                                    | Nov.                                                    | Dic.                                                    | Anual                                                   |
| ------------------------------------------------------- | ------------------------------------------------------- | ------------------------------------------------------- | ------------------------------------------------------- | ------------------------------------------------------- | ------------------------------------------------------- | ------------------------------------------------------- | ------------------------------------------------------- | ------------------------------------------------------- | ------------------------------------------------------- | ------------------------------------------------------- | ------------------------------------------------------- | ------------------------------------------------------- | ------------------------------------------------------- |
| Temp. máx. media (°C)                                   | 33.3                                                    | 35.0                                                    | 36.7                                                    | 37.6                                                    | 34.4                                                    | 30.4                                                    | 29.4                                                    | 29.2                                                    | 31.1                                                    | 33.3                                                    | 33.6                                                    | 32.6                                                    | 33.1                                                    |
| Temp. mín. media (°C)                                   | 17.6                                                    | 18.2                                                    | 20.1                                                    | 22.5                                                    | 22.9                                                    | 22.6                                                    | 22.3                                                    | 22.2                                                    | 22.7                                                    | 22.7                                                    | 21.4                                                    | 19.2                                                    | 21.2                                                    |
| Lluvias (mm)                                            | 3.5                                                     | 9.6                                                     | 22.6                                                    | 73.8                                                    | 407.5                                                   | 833.2                                                   | 1049.4                                                  | 1105.7                                                  | 616.6                                                   | 234.2                                                   | 33.7                                                    | 7.1                                                     | 4396.9                                                  |
| Fuente: Norwegian Meteorological Institute              |                                                         |                                                         |                                                         |                                                         |                                                         |                                                         |                                                         |                                                         |                                                         |                                                         |                                                         |                                                         |                                                         |